# Pyronota purpurata
Pyronota purpurata är en skalbaggsart som beskrevs av Thomas Broun 1893. Pyronota purpurata ingår i släktet Pyronota och familjen Melolonthidae. Inga underarter finns listade i Catalogue of Life.